# Zabiedowo
Zabiedowo (słow. Zábiedovo) – wieś i gmina (obec) w powiecie Twardoszyn, kraju żylińskim, w północnej Słowacji. Wieś lokowana w roku 1567.